# Pam (langue)
Pour les articles homonymes, voir Pam.
Le pam est une langue mbum pratiquement disparue (statut 8b) qui était parlée au nord du Cameroun, dans le département du Mayo-Rey, au sud de Tcholliré.
30 locuteurs ont été dénombrés en 2003.